# Mercedes-Benz Classe CLA
O Mercedes-Benz Classe CLA é uma série de automóveis do segmento C fabricados pela Mercedes-Benz desde 2013. A primeira geração foi um sedã de quatro portas baseado na plataforma do Classe A W176 e do Classe B W246, comercializado como cupê de quatro portas. Em 2015, a Mercedes-Benz expandiu a família CLA para incluir uma configuração perua, comercializada como Shooting Brake. À medida que o sedã Classe A V177 assumiu o lugar de sedã econômico, a segunda geração ficou mais longa e larga do que o Classe C W205.
O CLA é o primeiro veículo com tração dianteira da Mercedes-Benz oferecido no mercado dos EUA. A linha CLA está posicionada acima do Classe A e está quase no mesmo nível do Classe C na linha de modelos da Mercedes, e os modelos tendem a ser menos práticos do que o Classe A no qual se baseia.
O CLA foi lançado na Europa em abril de 2013 e, posteriormente, lançado nos Estados Unidos em setembro do mesmo ano. Seus maiores mercados são a Europa Ocidental e os Estados Unidos. As vendas acumuladas globais do CLA atingiram 100.000 unidades durante o primeiro ano, considerado pela Mercedes-Benz como "nosso melhor lançamento em 20 anos". A Mercedes-Benz vendeu cerca de 750.000 unidades da primeira geração em todo o mundo.